# Hormathia marioni
Hormathia marioni är en havsanemonart som först beskrevs av Alfred Cort Haddon 1889.  Hormathia marioni ingår i släktet Hormathia och familjen Hormathiidae. Inga underarter finns listade i Catalogue of Life.